# Loki Software
Loki Software Inc. (soms ook Loki Games of Loki Entertainment Software genoemd) is een, inmiddels failliete software ontwikkelaar uit de Verenigde Staten die verschillende spellen, die oorspronkelijk voor Windows porteerde naar Linux.
Loki Software is opgericht in augustus 1998 door Scott Draeker en is gestopt in januari 2002.

## Overzicht van spellen
Loki software heeft de volgende spellen geporteerd:
- Civilization: Call to Power
- Descent³
  - Descent³: Mercenary (uitbreidingspakket)
- Eric's Ultimate Solitaire
- Heavy Gear II
- Heavy Metal: F.A.K.K.²
- Heretic II
- Heroes of Might and Magic III
- Kohan: Immortal Sovereigns
- MindRover: The Europa Project
- Myth II: Soulblighter
- Postal Plus
- Railroad Tycoon II (Gold Edition)
- Quake III Arena
- Rune
  - Rune: Halls of Valhalla (uitbreidingspakket)
- Sid Meier's Alpha Centauri Planetary Pack
- Sim City 3000: Unlimited/World Edition
- Soldier of Fortune
- Tribes 2
- Unreal Tournament

## Nevenprojecten
Loki Software heeft naast deze games verschillende Vrije software-programma's, zoals Loki installer ontwikkeld. Ook steunden zij de ontwikkeling van Simple DirectMedia Layer. Ook zijn zij de oprichters van het OpenAL audiobibliotheekproject.
Veel van Loki's vrije programma's worden nog steeds gebruikt en actief doorontwikkeld. Ryan Gordon, een voormalige werknemer van Loki, heeft zelfs na de ondergang van het bedrijf nog een hoop spellen geporteerd naar Linux en Mac OS X.